# سیارک ۱۰۰۹۲۴
سیارک ۱۰۰۹۲۴ (به انگلیسی: 100924 Luctuymans، نامگذاری:1998LT3)۱۰۰۹۲۴مین سیارک کشف شده‌است که در ۰۱ ژوئن ۱۹۹۸ کشف شد.